# 联合决议案
在美国国会联合决议案（英語：Joint resolution）是一种立法程序，需要参议院和众议院共同通过后，呈交给总统，由总统决定通过或否决该法案。通常来说，联合决议案和法案没有法理上的区别。两者都必须由参众两院通过，再交由总统同意并签署生效（或总统行使否决权，交回参众两院后推翻总统的决定通过）而形成法律。但联合决议案可以用来提出美国宪法修正案而不需要总统的批准。
联合决议案和法案的目的都是颁布法律，但是法案往往颁布，废止或者修正美国法典或美国法令全书文库的条文，制定政策和项目的授权，以及每年12个拨款法案。联合决议案一般适用表决一下几类情况：
- 小额拨款
- 持续决议案，一种临时拨款法案，适用于每年12个拨款法案中一个或者多个没能及时成为法律的情况
- 突发事件临时Ad hoc委员会
- 对现有法律做出临时的例外决议
- 宣战
- 修正美国宪法